# Zmeiovo, Stara Zagora
Zmeiovo (în bulgară Змейово) este un sat în comuna Stara Zagora, regiunea Stara Zagora,  Bulgaria. 

## Demografie
Componența etnică a satului Zmeiovo
     Bulgari (56,41%)
     Romi (11,59%)
     Nicio identificare (31,98%)
     Altele (0%)
La recensământul din 2011, populația satului Zmeiovo era de 569 locuitori. Din punct de vedere etnic, majoritatea locuitorilor (56,41%) erau bulgari, cu o minoritate de romi (11,59%). Pentru 31,98% din locuitori nu este cunoscută apartenența etnică.